# Мокрач
Мокрач (пол. Mokracz) — село в Польщі, у гміні Белхатув Белхатовського повіту Лодзинського воєводства.
Населення — 70 осіб (2011).
У 1975-1998 роках село належало до Пйотрковського воєводства.

## Демографія
Демографічна структура станом на 31 березня 2011 року:
|          | Загалом | Допрацездатний вік | Працездатний вік | Постпрацездатний вік |
| -------- | ------- | ------------------ | ---------------- | -------------------- |
| Чоловіки | 32      | 5                  | 24               | 3                    |
| Жінки    | 38      | 6                  | 19               | 13                   |
| Разом    | 70      | 11                 | 43               | 16                   |